# 요코하마역
요코하마역(일본어: 横浜駅 요코하마에키[*])은 일본 가나가와현 요코하마시 니시구에 있는 철도역이다.

## 타는 곳

### 게이큐선
- 상대식 승강장 2개 2선
- 스크린도어가 설치되어 있다.

| ↑ 가나가와 · 시나가와 · 인바니혼이다이 · 나리타 공항 방면 \| ２０ \| １ 도베 · 우라가 · 미사키구치 방면 ↓ |

| 1 | 본선 | 하행 | 도베 · 가미오오카 · 요코스카추오 · 우라가 · 미사키구치 방면                                                         |
| 2 | 본선 | 상행 | 가나가와 · 게이큐 가와사키 · 시나가와 · 아사쿠사 · 오시아게 · 인바니혼이다이 · 나리타 공항 방면 ( 도영 아사쿠사 선) |

### JR선

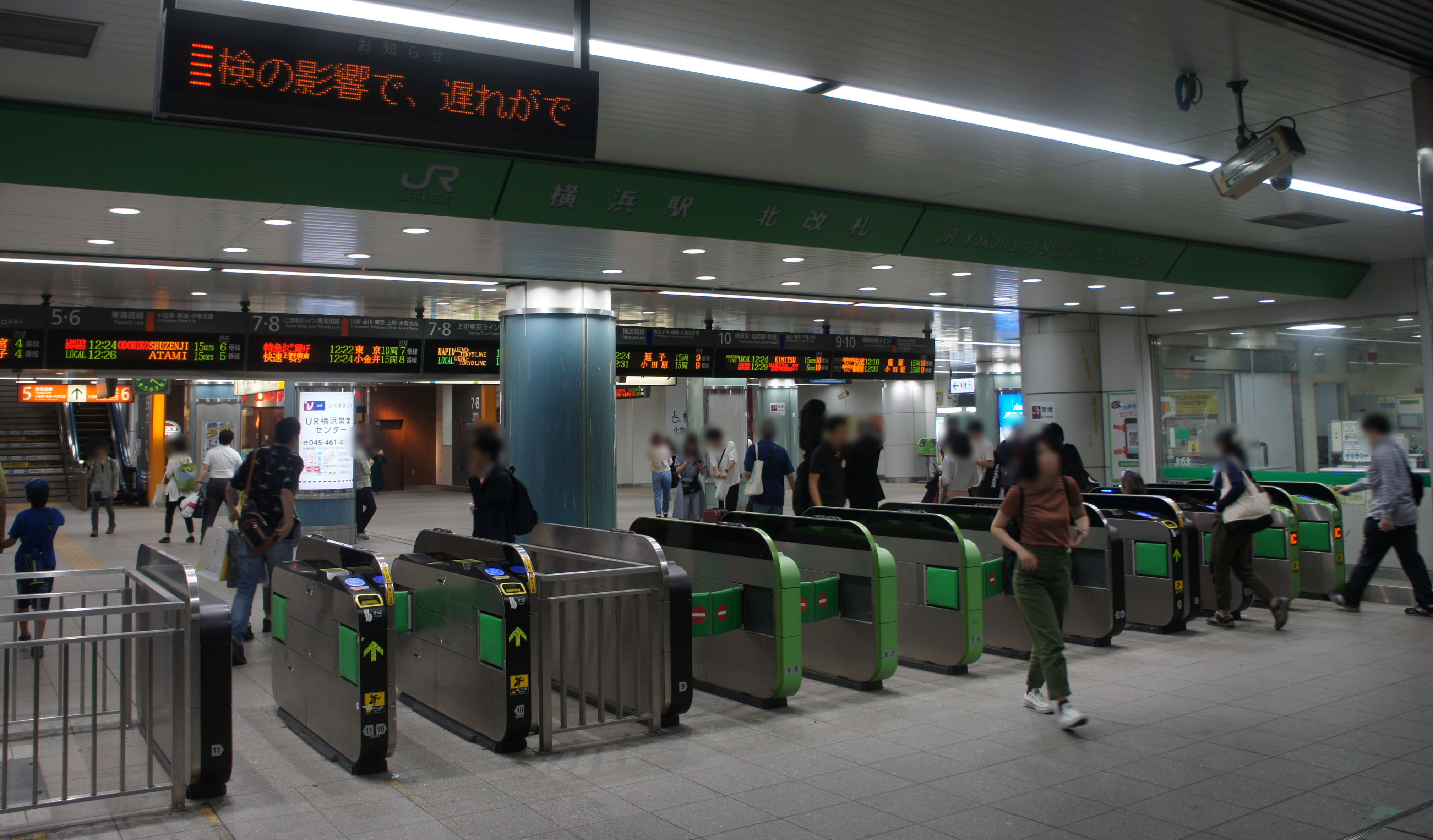
개찰구

- 혼합식 승강장 (섬식 승강장 4개 8선)
- 3 · 4번 승강장에만 스크린도어가 설치되어 있다.

| 3     | 네기시 선                  | 남행 | 사쿠라기초 · 간나이 · 이소고 · 신스기타 · 오후나 방면                                                          |
| 4     | 게이힌 도호쿠 선           | 북행 | 히가시카나가와 · 시나가와 · 도쿄 · 우에노 · 오미야 방면                                                        |
| 4     | 요코하마 선                |      | 히가시카나가와 · 신요코하마 · 나가쓰타 · 하치오지 방면                                                         |
| 5 · 6 | 도카이도 선(하행선)        | 남행 | 오후나・오다와라・아타미・이토 선으로 직결 운행 이토 방면                                                      |
| 7 · 8 | 도카이도 선(상행선)        | 북행 | 가와사키・시나가와・도쿄・우에노・오미야・우쓰노미야・다카사키 방면 (우에노도쿄라인·우쓰노미야 선·다카사키 선) |
| 9     | 요코스카 선                | 하행 | 호도가야・오후나・즈시・요코스카・구리하마 방면                                                                |
| 9     | 쇼난 신주쿠 라인           | 남행 | 오후나・오다와라・즈시 방면                                                                                    |
| 10    | 요코스카 선                | 상행 | 시나가와・소부 선(쾌속)으로 직결 운행 도쿄・지바・나리타공항・가시마진구 방면                                  |
| 10    | 쇼난 신주쿠 라인           | 북행 | 시부야・신주쿠・오미야・우쓰노미야・다카사키 방면                                                              |
| 10    | ■ 특급 '나리타 익스프레스' |      | 나리타 공항 방면                                                                                               |

### 도쿄 급행 전철・요코하마 고속철도
- 섬식 승강장 1개 2선
- 스크린도어가 설치되어 있다.

| 1 | ■ 미나토미라이 선(하행선) | 미나토미라이・모토마치 주카가이 방면 |
| 2 | ■ 도요코 선(상행선)       | 기쿠나・무사시코스기・지유가오카・시부야 방면 후쿠토신 선 직결 운행 신주쿠 3초메·이케부쿠로·와코시 방면 세이부 선 직결 운행 도코로자와 방면, 도부 철도 도조 선 직결 운행 가와고에시 방면 |

### 사가미 철도
| 1 | ■ 본선             | 후타마타가와・야마토・에비나, 이즈미노 선으로 직결 운행 쇼난다이 방면 (각역정차, 이른아침, 심야에 일부 사용)                   |
|   | (전철 내리기 전용) | |
| 2 | ■ 본선             | 후타마타가와・야마토・에비나, 이즈미노 선으로 직결 운행 쇼난다이 방면 （이른아침・심야에 각역정차, 주간에는 특급, 급행, 쾌속） |
| 3 | ■ 본선             | 후타마타가와・야마토・에비나 방면 （주간에는 특급, 급행）                                                                      |
|   | (전철 내리기 전용) | |

### 요코하마 시 교통국
| 1 | ■ 블루 라인(3호선) | 간나이・쇼난다이 방면     |
| 2 | ■ 블루 라인(3호선) | 신요코하마・아자미노 방면 |

## 역명판 갤러리

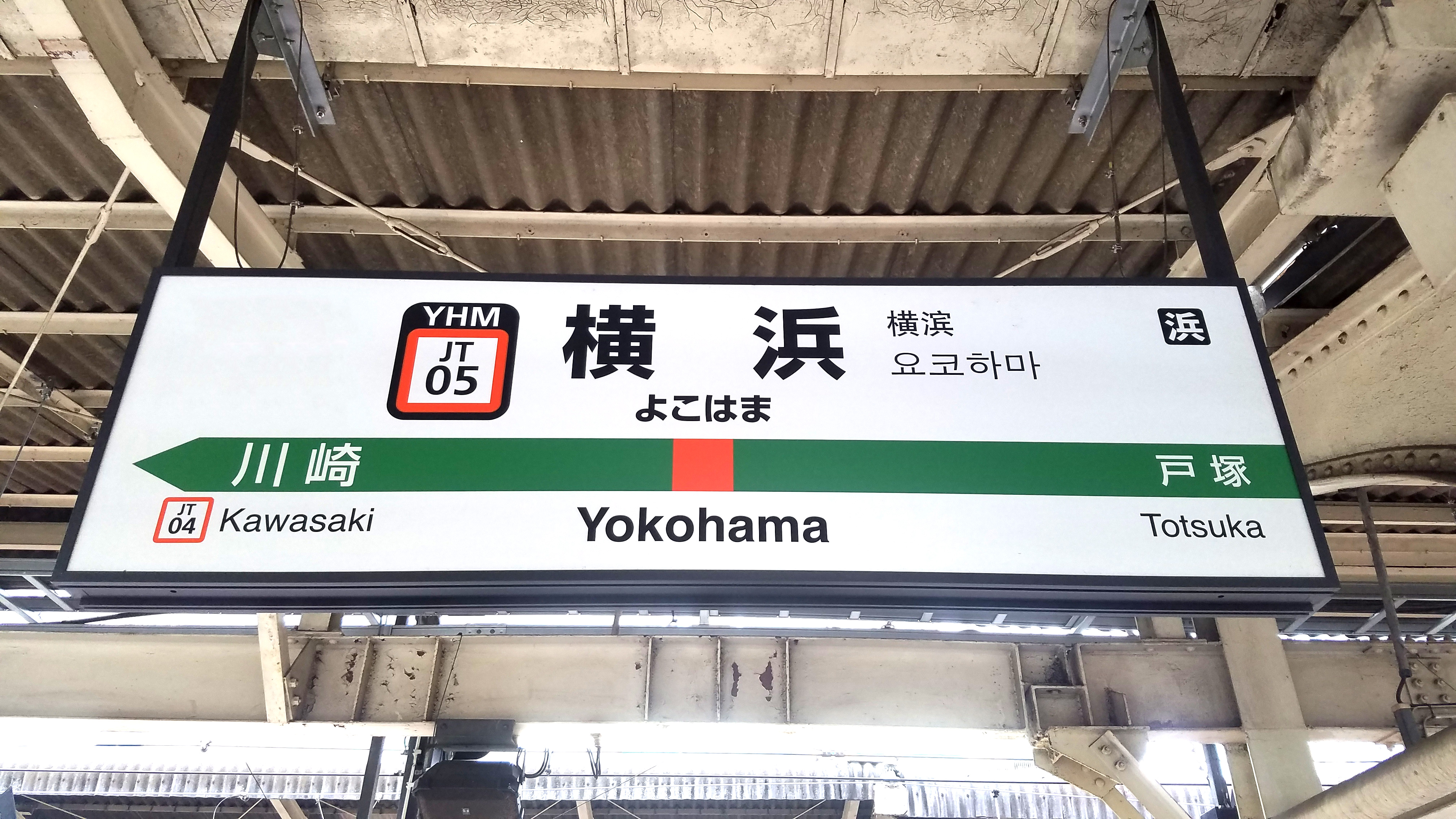
도카이도선
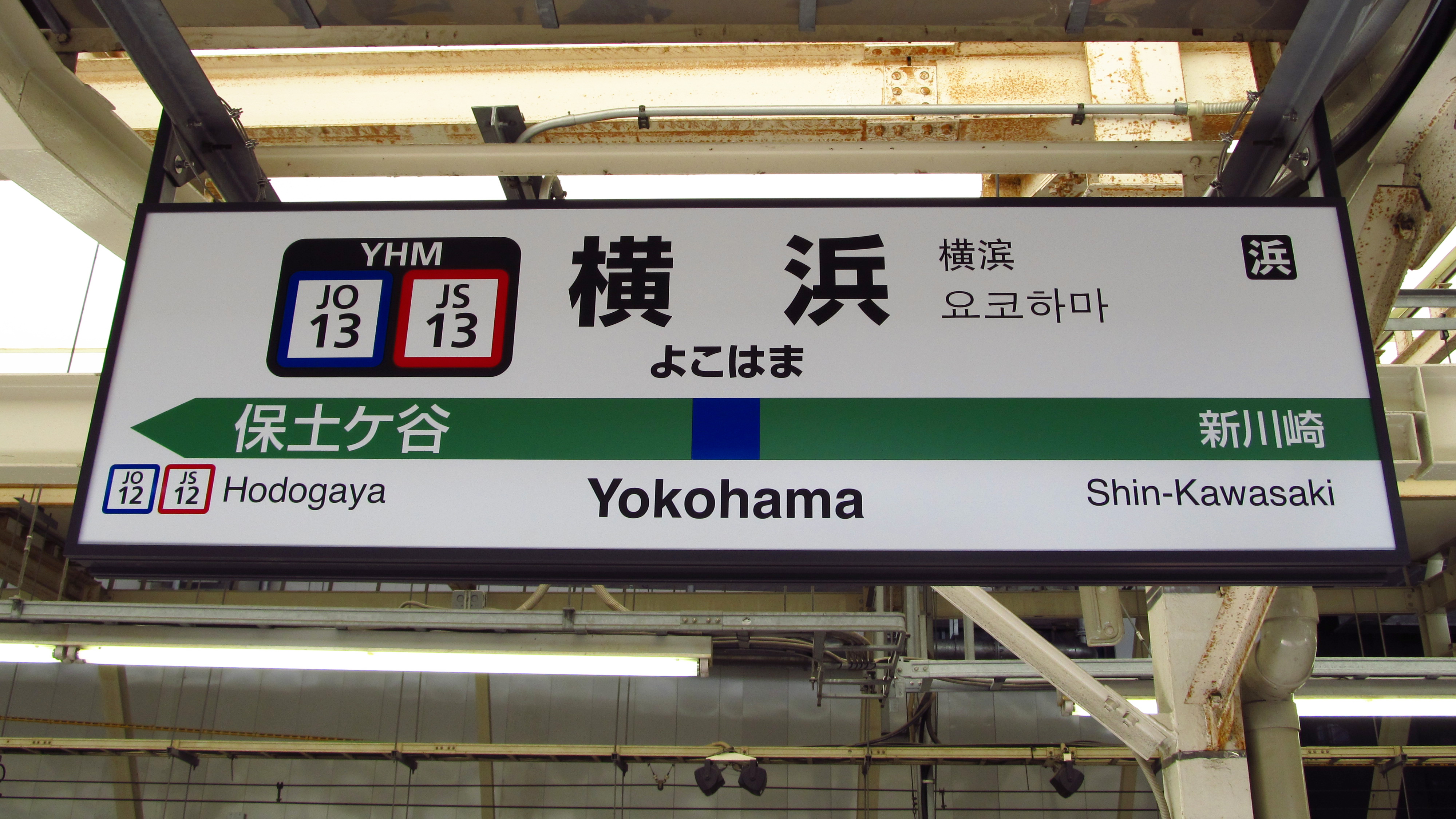
요코스카선
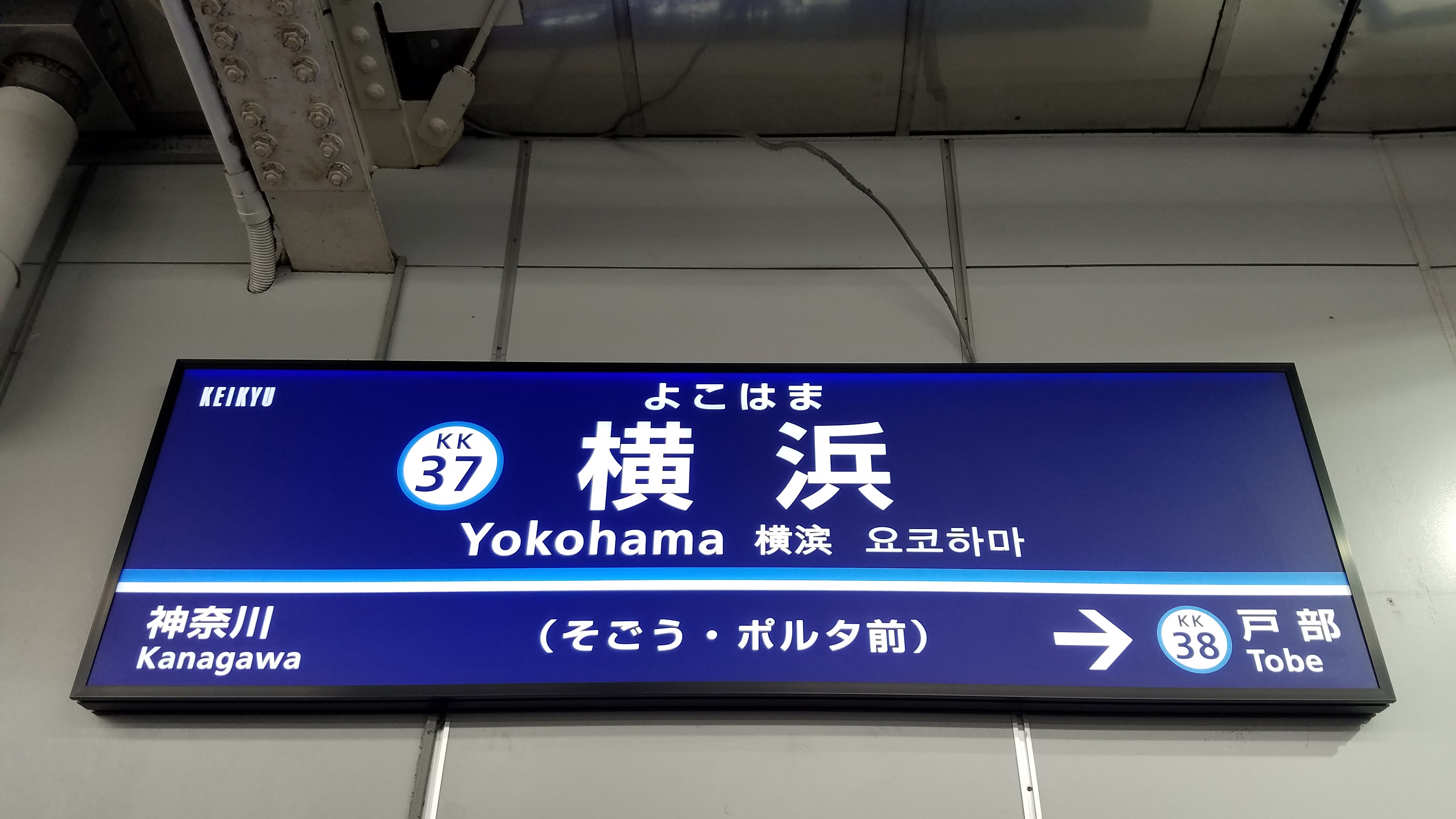
게이큐 본선

## 버스 터미널
요코하마 역 주변에 4 곳의 버스 터미널이있다.

### 동쪽 출구 버스 터미널
- 시내 버스 (차이나 타운, 야마시타 공원 행이 출발한다.)
- 고속 버스 (도쿄 디즈니 리조트 행, 키사라즈 역 행 기타)
- 고속 버스(야간) (오사카우메다역 행, 센다이역 (미야기현) 행 기타)

### YCAT(요코하마 시티 에어 터미널)
동쪽 출구 버스 터미널 옆
- 공항 버스 (하네다 공항 행, 나리타 공항 행)
- 근거리 고속 버스 (오다이바 행, 하야마 행 기타)
- 고속 버스(야간) (아오모리 행. 나고야 행, 오사카 행, 후쿠오카 행 기타)

이 터미널 만 시내 버스는 운행되지 않는다.

### 서쪽 출구 버스 터미널
- 시내 버스 (미쓰자와 그라운드(닛바쓰 미쓰자와 구기장) 방면, 요코하마 국립 대학 행)
- 고속 버스 (가나자와 행, 타자와코 행

### 서쪽 출구 제2 버스 터미널
베이 쉐라톤 호텔 오쿠
- 시내 버스(도쓰카 방면 , ZOORASIA YOKOHAMA ZOOLOGICAL GARDENS 행
- 고속 버스(가와구치코 행, 교토 오사카 행, 다카마쓰 역 방면

## 역세권 정보
- 국도 1호선
- 다카시마야 백화점
- 소고 백화점
- 요도바시 카메라
- 빅 카메라
- 도쿄 만(요코하마 항 관광선 씨 버스)
- 동일본 여객철도 요코하마 지사(支社)
- 사가미 철도 본사

## 역사
- 1915년 8월 15일: 현재 동일본 여객철도의 철도역이 영업 개시.
- 1928년 5월 18일: 현재 도쿄 급행 전철의 철도역이 영업 개시.
- 1930년 2월 5일: 현재 게이힌 급행 전철의 철도역이 영업 개시.
- 1933년 12월 27일: 현재 사가미 철도의 철도역이 영업 개시.
- 1976년 9월 4일: 요코하마 시 교통국의 철도역이 영업 개시.
- 2004년 2월 1일: 요코하마 고속철도의 철도역이 영업 개시, 도요코 선과 직결 운행 개시.

## 사진

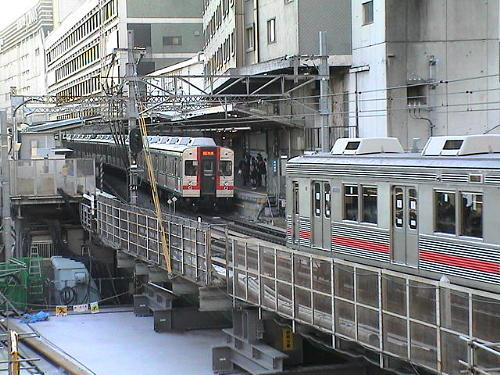
미나토미라이 선 직결 이전 도요코 선 역 모습

## 인접한 역
| 동일본 여객철도 도카이도 본선                                   | 동일본 여객철도 도카이도 본선                        | 동일본 여객철도 도카이도 본선             |
| --------------------------------------------------------------- | ---------------------------------------------------- | ----------------------------------------- |
| JT 04 가와사키 구로이소 · 다카사키 방면                         | 도카이도 본선 쾌속 아쿠티 호 · 보통                  | JT 06 도쓰카 아타미 방면                  |
| 동일본 여객철도 도카이도 본선 · 도카이도 본선 화물지선          |                                                      |                                           |
| 신카와사키 지바 방면                                            | 요코스카선                                           | 호도가야 구리하마 방면                    |
| 도쓰카 오다와라 방면                                            | 쇼난 신주쿠 라인 특별쾌속 · 쾌속                     | 무사시코스기 다카사키 방면                |
| 호도가야 즈시 방면                                              | 쇼난 신주쿠 라인 보통                                | 신카와사키 우쓰노미야 방면                |
| 동일본 여객철도 도카이도 본선 · 네기시 선                       |                                                      |                                           |
| 히가시카나가와 오미야 방면                                      | 게이힌 도호쿠 선                                     | 사쿠라기초 오후나 방면                    |
| 사쿠라기초 오후나 방면                                          | 요코하마 선                                          | 히가시카나가와 하치오지 방면              |
| 게이힌 급행 전철 본선                                           |                                                      |                                           |
| KK 20 게이큐 가와사키 하네다 공항 · 인바니혼이다이 방면         | 게이큐 본선 쾌특                                     | 가미오오카 KK 44 미사키구치 방면          |
| KK 34 가나가와신마치 하네다 공항 · 인바니혼이다이 방면          | 게이큐 본선 특급                                     | 가미오오카 KK 44 우라가 · 미사키구치 방면 |
| KK 35 게이큐 히가시카나가와 하네다 공항 방면                    | 게이큐 본선 에어포트 급행                            | 히노데초 KK 39 즈시·하야마 방면           |
| KK 36 가나가와 시나가와                                         | 게이큐 본선 보통                                     | 도베 KK 38 우라가 · 게이큐 구리하마 방면  |
| 도쿄 급행 전철 도요코 선 · 요코하마 고속 철도 미나토미라이 21선 |                                                      |                                           |
| 기쿠나 시부야 방면                                              | ■ 도요코 선 · 미나토미라이 선 특급 · 통근특급 · 급행 | 미나토미라이 모토마치·중화가 방면         |
| 단마치 시부야 방면                                              | ■ 도요코 선 · 미나토미라이 선 각역정차               | 신타카시마 모토마치·중화가 방면           |
| 사가미 철도 본선                                                |                                                      |                                           |
| 시·종착역                                                       | ■ 소테쓰 본선 급행                                   | 후타마타가와 에비나 방면                  |
| 시·종착역                                                       | ■ 소테쓰 본선 쾌속                                   | 호시카와 쇼난다이 방면                    |
| 시·종착역                                                       | ■ 소테쓰 본선 각역정차                               | 히라누마바시 에비나 방면                  |
| 요코하마 시 교통국 지하철 3호선                                 |                                                      |                                           |
| B19 다카시마초 쇼난다이 방면                                    | ■ 요코하마 지하철 블루 라인                          | B21 미쓰자와시모초 아자미노 방면          |